# Сосновский, Лев Семёнович
Лев Семёнович Сосно́вский (1886, Оренбург, Российская Империя — 3 июля 1937, Москва, СССР) — российский революционер и советский политический деятель, журналист, публицист.

## Биография
Родился в Оренбурге в семье отставного кантониста-еврея. С 1897 года учился в гимназии и подрабатывал в переплётной мастерской отца и в его небольшой адвокатской конторе. Об отце сам Л. Сосновский сообщал в своей автобиографии, что он был «отставной николаевский солдат, прошедший… чуть не 25 лет солдатчины». Человек малограмотный, Семён Сосновский сумел, однако, превратиться в «предпринимателя уездного масштаба» и дать образование сыну. Уже в гимназические годы Л. Сосновский обнаружил журналистские способности и «сатирические» наклонности: «Мы стали издавать рукописный ученический журнальчик, где я в стихах вышучивал кое-каких педагогов. Стихи были, конечно, неважные». Стихов Сосновский позже не писал, но, став профессиональным журналистом, в отличие от большинства партийных публицистов, остался им и после революции.

### Начало революционной деятельности
В 1903 году в Самаре Сосновский познакомился с людьми, которые ввели его в социал-демократический кружок; там он стал читателем ленинской «Искры» и чуть позже, по собственным словам, начал оказывать партии «посильные услуги (технического характера)»: «Аптека, где я служил, была очень удобна и для хранения всякой нелегальщины, и для встреч с нелегальными работниками. На моё имя получалась переписка из-за границы и иная. Приезжавшие из разных мест партийные работники являлись в аптеку и от меня получали адреса явок». В конце концов он решил сам наведаться по одному из тех адресов, которыми снабжал партийных работников, — и вступил в нелегальную организацию большевиков.
В революционном 1905 году Сосновский был направлен на работу в Златоуст, но, уже в начале 1906 года вынужденно его покинув («через Урал потянулась карательная экспедиция одного из кровавых генералов»), и не найдя никаких организаций ни в Самаре, ни в Одессе, отправился познавать мир: «Забрался в трюм первого попавшегося парохода, не справившись даже, куда он идёт. За Константинополем вылез из трюма и был поставлен капитаном на чёрную работу. В Алжире (Сев. Африка) я с парохода удрал, так как капитан угрожал предать меня в Англии суду за самовольное проникновение на судно. С тремя рублями начал жизнь эмигранта. Работал на табачной фабрике, в аптеке, пока удалось добраться до Парижа… Безработный, часто бездомный, голодный, я жадно вбирал в себя впечатления новой для меня обстановки. Посещал лекции, диспуты, занимался в библиотеках, посещал собрания профсоюзов Парижа, попал даже на конгресс профсоюзов Франции в Амьене (1906 г.)».

### Между двумя революциями
Вернувшись в Россию, Сосновский занялся созданием профсоюзов. Первым опытом стал союз печатников в типографии газеты «Туркестанский курьер» в Ташкенте, куда он устроился наборщиком. В 1909 г. он уже секретарь профсоюзов текстильщиков и кожевников Москвы. Арест, призыв в армию в качестве поднадзорного («Это вам будет похуже ссылки, в казарме вам покажут») и не совсем законное — благодаря взятке — освобождение от солдатской службы, заставили Сосновского искать прибежище у брата, издававшего в маленьком уездном городе газету. Здесь он и обратился наконец к своему давнему призванию: «Обычно газета при всей её левизне редко выходила за пределы местных тем. Моё пребывание в газете совпало с сильным неурожаем в крае. И тут, наблюдая деятельность царских правительственных органов в борьбе с последствиями неурожая, наблюдая воровство, бездарность, бюрократизм, бездушное отношение властей к голодающему населению, мы стали разоблачать начальство ядовитыми фельетонами. Посыпались штрафы, конфискации газеты». Это было первое признание.
Работал в Баку.
В 1913 г. стал литсотрудником «Правды», организовал рабочий журнал «Вопросы страхования», в котором и был секретарем, но продолжалось это недолго: в том же году осенью Сосновский был арестован и до 1916 года отбывал ссылку в Челябинске, где он «по возможности проводил влияние „Правды“ в рабочую массу, вербовал подписчиков и корреспондентов, проникал в кооперативы, союзы, пользовался всякими возможностями легального и отчасти нелегального порядка». По окончании срока ссылки поселился в Екатеринбурге и стал членом Екатеринбургского губернского и городского комитетов РСДРП(б).

### В 1917 году
Революция застала Сосновского в Екатеринбурге, где он и работал на протяжении всего года, пользуясь успехом как журналист и оратор, и внёс свой вклад в победу РСДРП(б) в большинстве уральских Советов. Став председателем областного Совета Урала, Сосновский в конце ноября 1917 г. баллотировался в Учредительное собрание от Пермской губернии и в декабре, как избранный депутат, отправился в Петроград, где уже открылась новая страница истории партии.

### После революции
После революции Сосновский занимал ряд ответственных постов: в 1917 — 1924 гг. был членом Президиума ВЦИК, в 1919—1920 гг. — председателем Харьковского губкома КП(б)У, в 1921 г. заведовал агитпропом ЦК РКП(б). С 25 апреля 1923 по 23 мая 1924 — был членом Центральной контрольной комиссии РКП(б).
Однако истинным его призванием была журналистика. В конце 1917 — начале 1918 г. Сосновский вместе с В. Володарским редактировал «Красную газету» в Петрограде; в мае 1920 г., с началом кампании по восстановлению транспорта, ненадолго возглавил газету «Гудок», тогда же преобразованную в ежедневную. И. о. наркома путей сообщения в своём приказе призвал творческий коллектив газеты «оповещать весь путейский мир и всю страну о жизни нашего транспорта — каждой дороги, каждого участка, мастерской, области, реки, района, затона и пр.», — задача эта была бы невыполнима без активного участия самих работников транспорта, и Сосновскому здесь мог пригодиться опыт, накопленный в газете «Беднота», редактором которой он был, с небольшими перерывами, с 1918 до 1924 года. «В Москве на меня возложена была задача создания массовой крестьянской газеты. Пришлось слить существовавшие в то время газеты партии „Дерев. Беднота“ (Петроград) и „Дерев. Правда“ (Москва)». Новая газета очень скоро приобрела популярность и к концу 1919 г. достигла значительного для того времени тиража в 750 тыс. экземпляров. Активное участие в газете принимали сами крестьяне (а в годы гражданской войны — и солдаты); их письма, сообщения, жалобы на местных работников постоянно публиковались в «Бедноте», а редакция готовила для председателя Совнаркома специальные обзоры крестьянских писем под названием «Барометр бедноты». «Работа в „Бедноте“, — писал Сосновский, — чтение массы крестьянских и солдатских писем впервые сблизили меня с крестьянскими делами. В 1918 г. по жалобе одного крестьянина на безобразия местных властей я был командирован в Бежецкий уезд Тверской губ. для расследования. Поездка <…> меня очень многому научила, заставила продумать многое в отношении деревенских дел. Летом 1919 г. я был в числе других работников командирован в провинцию для инструктирования и выправления партийной политики мест и попал <…> в ту же Тверскую губ. Проехав несколько уездов, разбирая всевозможные жалобы, выступая на множестве крестьянских собраний, я продолжал учиться этому сложному и ответственному делу, ранее мне не известному, — политике партии в деревне».
Неудивительно, что Сосновский оказался одним из тех, кто ещё в 1920 году считал необходимым изменение экономической политики, и на X съезде РКП(б), принявшем декрет о замене продразвёрстки продналогом, говорил: «Мне представляется, — не знаю, как товарищам, работающим на местах, — что для многих районов России эта уступка, которую сейчас мы будем обсуждать, кое-где явится запоздалой или недостаточной; она была бы гораздо более действенной в прошлом году об эту пору. И надо сказать, что кое-кто именно в прошлом году, перед партийным съездом, предлагал это и обращал внимание на необходимость такого шага».

## В оппозиции
В октябре 1923 года Сосновский подписал «Заявление 46-ти» и за принадлежность к Левой оппозиции в 1924 году был отстранён от редактирования «Бедноты», — вплоть до 1927 г. довольствовался ролью ответственного сотрудника «Правды». В 1927 году подписал «Заявление 83-х» и прошёл весь путь, предначертанный для «неисправимых» оппозиционеров: на XV съезде ВКП(б) в декабре 1927 года в числе 75 «активных деятелей троцкистской оппозиции» был исключён из партии; в 1928 году отправлен в ссылку, 29 апреля 1929 года, находясь в Барнауле, вновь был арестован и приговорён Особым Совещанием при Коллегии ОГПУ 24 мая 1929 г. по ст. 58-10 УК к 3 годам лишения свободы. По мнению В. З. Роговина, причиной или поводом для такого ужесточения наказания могла стать резкая критика политики Сталина в деревне в письмах оппозиционерам; так, в одном из них, ещё летом 1928 года, Сосновский писал:
Закрытие рынка, поголовный обход дворов, введение в употребление термина „излишки“, запрещение молоть крестьянам зерно выше скудной потребительской нормы, принудительное распределение (с наганом) облигаций займа, нарушение всех сроков взимания налога, самообложение, как дополнительный внезапный налог на середняка (кулака окулаченный аппарат не очень беспокоил) — где в нашей платформе или контр-тезисах что-нибудь подобное? Упразднение НЭПа в деревне —  кому из нас могло это прийти в голову даже в горячке дискуссии? А ЦК всё это осуществил. Пусть не играют комедии с обвинениями в перегибе. Достаточно официальных документов имеется, чтобы изобличить руководство в отмене на практике нэпа.
Содержался сначала в Челябинском политизоляторе; в январе 1930 года в «Бюллетене оппозиции» было опубликовано письмо ссыльного оппозиционера, в котором сообщалось, что заключенные изолятора издавали под редакцией Л. Сосновского журнал «Правда за решеткой». Позже был переведен в Томский политизолятор. 13 апреля 1932 года срок заключения был продлён тем же органом ещё на 2 года (по этому приговору был реабилитирован 4 июля 1993 года прокуратурой Алтайского края).

## Последние годы
После формального отречения от оппозиции в письме, опубликованном 27 февраля 1934 года в газете «Правда» ещё до отречения Раковского, Сосновский был возвращён в Москву, стал членом редколлегии газеты «Социалистическое земледелие», сотрудничал в качестве фельетониста в «Известиях»; был даже восстановлен в партии в 1935 г., но ненадолго: 23 октября 1936 г. он был вновь арестован, а 3 июля 1937 г. Военной коллегией Верховного Суда СССР приговорён к расстрелу по обвинению во вредительстве и участии в антисоветской троцкистско-террористической организации. Расстрелян был в тот же день, 3 июля 1937 г. Реабилитирован 28 июня 1958 г. ВКВС СССР.

## Семья
Жена — Ольга Даниловна Сосновская-Гержеван (1894—1941). В девичестве — Ольга Даниловна Гержеван-Лати. Бывшая жена революционера Залмана Лобкова. С 1937 года находилась в заключении, в сентябре 1941 года была расстреляна в Орловской тюрьме.
Приёмный сын — Лев Залманович Лобков (1916—1968). Сын Ольги Даниловны от первого брака. С 1920 по 1937 годы — Лев Львович Сосновский. Во время Великой Отечественной войны участвовал в обороне Москвы. После войны работал учителем физкультуры в школе. Умер в Москве в 1968 году.
Старший сын — Владимир Львович Сосновский (1920—2004). Был арестован в 1941 году и до 1 декабря 1953 года находился в сталинских лагерях. В январе 1990 года участвовал в Учредительной конференции общества «Мемориал», в дальнейшем был председателем Бийского городского отделения общества «Мемориал»; автор воспоминаний о ГУЛАГе. Умер в 2004 году.
Младший сын — Андрей Львович Сосновский (1926—?).

## Адреса
- 1917 — Екатеринбург, Колобовская улица, 34.[19]

## Сочинения
- Весь хлеб — всему народу : (О продовольственных рабочих отрядах) — Москва : Изд-во Всерос. центр. испол. ком. сов. р., с., и к. д., 1919. — 24 с.
- Что такое «антоновщина» и кому она выгодна? — [Москва] : Гос. изд-во, 1921. — 16 с. — (Рабоче-крестьянские листовки)
- Расея. — [Москва] : Гос. изд-во, [1922]. — 18, [2] с. — (Серия агитационно-художественная)
- Больные вопросы: (женщина, семья и дети) — Ленинград : Прибой, 1927. — 46, [2] с. — (Дешёвая библиотека)